# Stratodus
Stratodus je vyhynulý rod ryb z řádu jinožábrých, který žil v období maastrichtu na sklonku křídy.

## Popis
Poprvé byla tato ryba objevena roku 1872 v Kansasu a Edward Drinker Cope popsal její typový druh Stratodus apicalis. Nálezy pocházejí ze Severní Ameriky, severní Afriky a Blízkého východu. Přesnější představu o vzhledu a způsobu života poskytl dobře zachovaný exemplář, jenž byl nalezen roku 2006 nedaleko Oacomy v Jižní Dakotě. Stratodus měl protáhlé tělo podobné štikám kryté kostěnými destičkami a dlouhou hřbetní ploutev. Podle odhadů dosahovali největší jedinci délky až pět metrů. Obýval mělká teplá moře. Byl dravý a při lovu kořisti využíval tlamu plnou ostrých zahnutých zubů, jejichž počet se odhaduje až na šest tisíc.
V Tamaguéleltu v Mali byly nalezeny pozůstatky tohoto živočicha ve vrstvách z eocénu. Z toho lze odvodit, že Stratodus přežil vymírání na konci křídy.